# Daytime Emmy Award du meilleur programme d'animation pour enfant
Le Daytime Emmy Award du meilleur programme d'animation pour enfant (Daytime Emmy Award for Outstanding Children's Animated Program) est une récompense de télévision décernée chaque année depuis 1985 par l'Academy of Television Arts & Sciences.

## Palmarès
Note : L'année indiquée est celle de la cérémonie. Les programmes lauréats sont indiqués en tête de chaque catégorie et en caractères gras.

### Années 1980
- 1985 : Les Muppet Babies (Jim Henson's Muppet Babies)
  - Alvin et les Chipmunks (Alvin and the Chipmunks)
  - T'as l'bonjour d'Albert (Fat Albert and the Cosby Kids)
  - Les Schtroumpfs (The Smurfs)
- 1986 : Les Muppet Babies (Jim Henson's Muppet Babies)
  - CBS Storybreak
  - The Charlie Brown and Snoopy Show
  - T'as l'bonjour d'Albert (Fat Albert and the Cosby Kids)
  - Les Schtroumpfs (The Smurfs)
- 1987 : Les Muppet Babies (Jim Henson's Muppet Babies)
  - Alvin et les Chipmunks (Alvin and the Chipmunks)
  - Les Gummi (Disney's Adventures of the Gummi Bears)
  - It's Punky Brewster
  - Les Schtroumpfs (The Smurfs)
- 1988 : Les Muppet Babies (Jim Henson's Muppet Babies)
  - Alvin et les Chipmunks (Alvin and the Chipmunks)
  - CBS Storybreak
  - La Bande à Picsou (DuckTales)
  - Les Schtroumpfs (The Smurfs)
- 1989 : Les Nouvelles Aventures de Winnie l'ourson (The New Adventures of Winnie the Pooh)
  - Scooby-Doo : Agence Toutou Risques (A Pup Named Scooby-Doo)
  - La Bande à Picsou (DuckTales)
  - Les Muppet Babies (Jim Henson's Muppet Babies)
  - Les Schtroumpfs (The Smurfs)

### Années 1990
- 1990 : Beetlejuice à égalité avec Les Nouvelles Aventures de Winnie l'ourson (The New Adventures of Winnie the Pooh)
  - Scooby-Doo : Agence Toutou Risques (A Pup Named Scooby-Doo)
  - Tic et Tac, les rangers du risque (Chip 'n Dale Rescue Rangers)
- 1991 : Les Tiny Toons (Tiny Toon Adventures)
  - Le monde de Bobby (Bobby's World)
  - Capitaine Planète (Captain Planet and the Planeteers)
  - Garfield et ses amis (Garfield and Friends)
  - SOS Fantômes (The Real Ghostbusters)
- 1992 : Les Razmoket (Rugrats)
  - Myster Mask (Darkwing Duck)
  - Doug
  - Les Nouvelles Aventures de Winnie l'ourson (The New Adventures of Winnie the Pooh)
  - Les Tiny Toons (Tiny Toon Adventures)
- 1993 : Les Tiny Toons (Tiny Toon Adventures)
  - Batman (Batman: The Animated Series)
  - Myster Mask (Darkwing Duck)
  - Doug
  - Les Razmoket (Rugrats)
- 1994 : Les Razmoket (Rugrats)
  - Animaniacs
  - Batman (Batman: The Animated Series)
  - The Halloween Tree
  - Mais où se cache Carmen Sandiego ? (Where on Earth Is Carmen Sandiego?)
- 1995 : Mais où se cache Carmen Sandiego ? (Where on Earth Is Carmen Sandiego?)
  - Animaniacs
  - Aladdin
  - La Petite Sirène (The Little Mermaid)
- 1996 : Animaniacs
  - Le Bus magique (The Magic School Bus)
  - Madeline
  - Schoolhouse Rock!
  - Mais où se cache Carmen Sandiego ? (Where on Earth Is Carmen Sandiego?)
- 1997 : Animaniacs
  - Le Bus magique (The Magic School Bus)
  - Minus et Cortex (Pinky and the Brain)
  - Schoolhouse Rock!
  - Mais où se cache Carmen Sandiego ? (Where on Earth Is Carmen Sandiego?)
- 1998 : Arthur
  - Les 101 Dalmatiens, la série (101 Dalmatians: The Series)
  - Animaniacs
  - Le Bus magique (The Magic School Bus)
  - Minus et Cortex (Pinky and the Brain)
- 1999 : Arthur
  - Les 101 Dalmatiens, la série (101 Dalmatians: The Series)
  - Animaniacs
  - Doug
  - Minus, Elmyra et Cortex (Pinky, Elmyra & the Brain)

### Années 2000
- 2000 : Minus, Elmyra et Cortex (Pinky, Elmyra & the Brain)
  - Arthur
  - Doug
  - Petit Ours (Little Bear)
  - The New Batman/Superman Adventures
- 2001 : Arthur
  - Clifford le gros chien rouge (Clifford the Big Red Dog)
  - Dragon Tales
  - Madeline
  - La Famille Delajungle (The Wild Thornberrys)
- 2002 : Madeline
  - Arthur
  - Clifford le gros chien rouge (Clifford the Big Red Dog)
  - Dora l'exploratrice (Dora the Explorer)
  - Dragon Tales
- 2003 : Les Razmoket (Rugrats)
  - Arthur
  - Clifford le gros chien rouge (Clifford the Big Red Dog)
  - Dora l'exploratrice (Dora the Explorer)
  - Dragon Tales
- 2004 : Bill junior (Little Bill)
  - Arthur
  - Dora l'exploratrice (Dora the Explorer)
  - Kim Possible
  - Les Razmoket
- 2005 : Pouic explore le monde (Peep and the Big Wide World)
  - Arthur
  - Dora l'exploratrice (Dora the Explorer)
  - Kim Possible
  -  Le monde de Todd (ToddWorld)
- 2006 : Piggly et ses amis (Jakers! The Adventures of Piggley Winks)
  - Arthur
  - Baby Looney Tunes
  - Dora l'exploratrice (Dora the Explorer)
  - Pouic explore le monde (Peep and the Big Wide World)
  -  Le monde de Todd (ToddWorld)
- 2007 : Arthur
  - Georges le petit curieux (Curious George)
  - Time Warp Trio
  - Pouic explore le monde (Peep and the Big Wide World)
  -  Le monde de Todd (ToddWorld)
- 2008 : Georges le petit curieux (Curious George)
  - Arthur
  - Charlie et Lola (Charlie and Lola)
  - Les Petits Einstein (Little Einsteins)
  - Pouic explore le monde (Peep and the Big Wide World)
- 2009 : Word World : Le Monde des mots (WordWorld)
  - Les Mélodilous (The Backyardigans)
  - Georges le petit curieux (Curious George)
  - Les Petits Einstein (Little Einsteins)
  - Sid, le petit scientifique (Sid the Science Kid)

### Années 2010
- 2010 : Georges le petit curieux (Curious George)
  - Les Mélodilous (The Backyardigans)
  - Sid, le petit scientifique (Sid the Science Kid)
  - WordGirl
- 2011 : Les Pingouins de Madagascar (The Penguins of Madagascar)
  - Les Mélodilous (The Backyardigans)
  - Georges le petit curieux (Curious George)
  - Le Dino Train (Dinosaur Train)
  - Sid, le petit scientifique (Sid the Science Kid)
- 2012 : Les Pingouins de Madagascar (The Penguins of Madagascar)
  - Georges le petit curieux (Curious George)
  - Kung Fu Panda : L'Incroyable Légende (Kung Fu Panda: Legends of Awesomeness)
  - Pouic explore le monde (Peep and the Big Wide World)
  - Sid, le petit scientifique (Sid the Science Kid)
  - Bob l'éponge (SpongeBob SquarePants)
- 2013 : Kung Fu Panda : L'Incroyable Légende (Kung Fu Panda: Legends of Awesomeness)
  - Les Pingouins de Madagascar (The Penguins of Madagascar)
  - Monstre et Robot (Robot and Monster)
  - Les Tortues Ninja (Teenage Mutant Ninja Turtles)
  - WordGirl
- 2014 : Kung Fu Panda : L'Incroyable Légende (Kung Fu Panda: Legends of Awesomeness)
  - Prenez garde à Batman ! (Beware the Batman)
  - Mes parrains sont magiques (The Fairly OddParents)
  - Monstres contre Aliens (Monsters vs. Aliens)
  - Turbo FAST
- 2015 : Roi Julian ! L'Élu des lémurs (All Hail King Julien)
  - Arthur
  - Mes parrains sont magiques (The Fairly OddParents)
  - Sanjay et Craig (Sanjay and Craig)
- 2016 : Niko et L'épée de Lumière (Niko and the Sword of Light)
  - Roi Julian ! L'Élu des lémurs (All Hail King Julien)
  - Dragons : Par-delà les rives (Dragons: Race to the Edge)
  - Le Show de M. Peabody et Sherman (The Mr. Peabody & Sherman Show)
  - WordGirl
- 2017 : Les Nouvelles Aventures d'Oz (Lost in Oz: Extended Adventure)
  - Dragons : Par-delà les rives (Dragons: Race to the Edge)
  - Star Wars : Les Aventures des Freemaker (Lego Star Wars: The Freemaker Adventures)
  - La Loi de Milo Murphy (Milo Murphy's Law)
  - Le Show de M. Peabody et Sherman (The Mr. Peabody & Sherman Show)
- 2018 : Bob l'éponge (SpongeBob SquarePants)
  - Chasseurs de trolls (Trollhunters)
  - Les Nouvelles Aventures d'Oz (Lost in Oz: Extended Adventure)
  - La Loi de Milo Murphy (Milo Murphy's Law)
  - Les Frères Kratt (Wild Kratts)
- 2019 : Bienvenue chez les Loud (The Loud House)
  - Hilda
  - Mickey Mouse
  - Le Destin des Tortues Ninja (Rise of the Teenage Mutant Ninja Turtles)
  - Les Aventures de la tour Wayne (Welcome to the Wayne)

### Années 2020
- 2020 : Le Prince des dragons (The Dragon Prince)
  - Arthur
  - Bienvenue chez les Casagrandes (The Casagrandes)
  - Craig de la crique (Craig of the Creek)
  - Bienvenue chez les Loud (The Loud House)
  - Niko et L'épée de Lumière (Niko and the Sword of Light)
  - Trolls : En avant la musique ! (Trolls: The Beat Goes On!)

## Récompenses et nominations multiples

### Programmes les plus récompensés
| Nombres | Programmes                                 | Chaîne d'origine        |
| ------- | ------------------------------------------ | ----------------------- |
| 4       | Les Muppet Babies                          | CBS                     |
| 4       | Arthur                                     | PBS                     |
| 3       | Les Razmoket                               | Nickelodeon             |
| 2       | Les Nouvelles Aventures de Winnie l'ourson | Disney Channel / ABC    |
| 2       | Animaniacs                                 | Fox / The WB            |
| 2       | Georges le petit curieux                   | PBS                     |
| 2       | Les Pingouins de Madagascar                | Nickelodeon / Nicktoons |
| 2       | Kung Fu Panda : L'Incroyable Légende       | Nickelodeon             |

### Chaînes les plus récompensées
| Nombres | Chaîne d'origine |
| ------- | ---------------- |
| 9       | Nickelodeon      |
| 8       | PBS              |
| 4       | CBS              |
| 3       | ABC              |
| 3       | The WB           |
| 2       | Fox              |
| 2       | Prime Video      |
| 2       | Netflix          |

### Programmes les plus nommées
| Nombres | Programmes                                 | Chaîne d'origine                                                  |
| ------- | ------------------------------------------ | ----------------------------------------------------------------- |
| 12      | Arthur                                     | PBS                                                               |
| 6       | Animaniacs                                 | Fox / The WB                                                      |
| 5       | Les Muppet Babies                          | CBS                                                               |
| 5       | Les Schtroumpfs                            | NBC / RTBF                                                        |
| 5       | Les Razmoket                               | Nickelodeon                                                       |
| 5       | Dora l'exploratrice                        | Nickelodeon                                                       |
| 5       | Georges le petit curieux                   | PBS                                                               |
| 4       | Doug                                       | Nickelodeon / ABC                                                 |
| 4       | Mais où se cache Carmen Sandiego ?         | Fox                                                               |
| 4       | Pouic explore le monde                     | TVOKids / TLC / Discovery Kids                                    |
| 4       | Sid, le petit scientifique                 | PBS                                                               |
| 4       | Les Pingouins de Madagascar                | Nickelodeon                                                       |
| 3       | Alvin et les Chipmunks                     | NBC                                                               |
| 3       | Les Nouvelles Aventures de Winnie l'ourson | Disney Channel / ABC                                              |
| 3       | Le Bus magique                             | TLC / CBC Television                                              |
| 3       | Les Tiny Toons                             | Syndication / Fox                                                 |
| 3       | Dragon Tales                               | PBS / CBC Television                                              |
| 3       | Clifford le gros chien rouge               | PBS                                                               |
| 3       | Les Mélodilous                             | Nickelodeon / Treehouse TV                                        |
| 3       | Le monde de Todd                           | TLC                                                               |
| 3       | WordGirl                                   | PBS                                                               |
| 2       | T'as l'bonjour d'Albert                    | CBS / Syndication                                                 |
| 2       | CBS Storybreak                             | CBS                                                               |
| 2       | Scooby-Doo : Agence Toutou Risques         | ABC                                                               |
| 2       | La Bande à Picsou                          | Syndication                                                       |
| 2       | Madeline                                   | Canal+ / Radio-Canada / The Family Channel / ABC / Disney Channel |
| 2       | Les 101 Dalmatiens, la série               | Syndication / ABC                                                 |
| 2       | Myster Mask                                | Disney Channel / ABC / Syndication                                |
| 2       | Batman                                     | Fox                                                               |
| 2       | Bob l'éponge                               | Nickelodeon                                                       |
| 2       | Minus et Cortex                            | The WB                                                            |
| 2       | Minus, Elmyra et Cortex                    | The WB                                                            |
| 2       | Kim Possible                               | Disney Channel                                                    |
| 2       | Schoolhouse Rock!                          | ABC                                                               |
| 2       | Les Petits Einstein                        | Disney Channel                                                    |
| 2       | Kung Fu Panda : L'Incroyable Légende       | Nickelodeon                                                       |
| 2       | Roi Julian ! L'Élu des lémurs              | Netflix                                                           |
| 2       | Les Nouvelles Aventures d'Oz               | Prime Video                                                       |
| 2       | Bienvenue chez les Loud                    | Nickelodeon                                                       |
| 2       | Niko et L'épée de Lumière                  | Prime Video                                                       |